# Nghệ danh
Nghệ danh (tiếng Anh: Stage name, tức "tên sân khấu") là một biệt hiệu mà các nhà giải trí và nghệ sĩ biểu diễn sử dụng, như diễn viên, ca sĩ, danh hài và nhạc sĩ.

## Động cơ sử dụng nghệ danh

### Mối quan hệ gia đình
Một số người có liên quan đến một dòng họ nổi tiếng đặt một họ khác để mọi người không nhận thấy rằng họ được hưởng lợi quá mức từ mối quan hệ gia đình. Nữ ca sĩ nhạc pop Katy Perry đã thay đổi họ của cô từ Hudson sang Perry, tên thời con gái của mẹ cô làm nghệ danh hiện tại vì tên thật của cô quá giống với nữ diễn viên Kate Hudson.